# Mart Poom
Mart Poom (født 3. februar 1972 i Tallinn, Estiske SSR) er en estisk tidligere fodboldspiller (målmand). Han spillede hele 120 kampe for det estiske landshold.
Poom debuterede for landsholdet 3. juni 1992 i en venskabskamp mod Slovenien, mens hans sidste landskamp var en venskabskamp mod Portugal 10. juni 2009.
På klubplan tilbragte Poom størstedelen af sin karriere i engelsk fodbold, hvor han spillede mange år i landets bedste række, Premier League. Han var blandt andet tilknyttet Derby County, Sunderland, Arsenal og Watford.